# Klukkufoss
Klukkufoss (in lingua islandese: cascata dell'orologio) è una cascata alta 40 metri situata nella penisola di Snæfellsnes, nella regione del Vesturland, nella parte occidentale dell'Islanda.

## Descrizione
La cascata si trova lungo il fiume Móðulækur e si trova a circa 8,5 km a sud del villaggio di Hellissandur e ai piedi dell'Hreggnasi. Il fiume viene alimentato dall'acqua di fusione del ghiacciaio Snæfellsjökull, per cui ha una portata molto elevata durante la stagione calda che si riduce notevolmente, fino a scomparire, durante la stagione fredda. L'acqua appare sempre molto torbida a causa del pesante carico di sedimenti trasportati. Per formare la cascata l'acqua cade per circa 40 metri da una parete di roccia basaltica.
Il Móðulækur prosegue poi il suo corso in direzione nordovest e va a sfociare nel fiordo Breiðafjörður.
Nelle vicinanze si trova anche la cascata Snekkjufoss.

## Accesso
Per raggiungere la cascata occorre risalire la valle dell'Eysteinsdalur lungo una strada sterrata fino ad arrivare a un cartello che indica Klukkufoss. C'è un piccolo parcheggio proprio accanto al cartello dove è possibile parcheggiare l'auto.